# Freilichtbühne Großer Garten

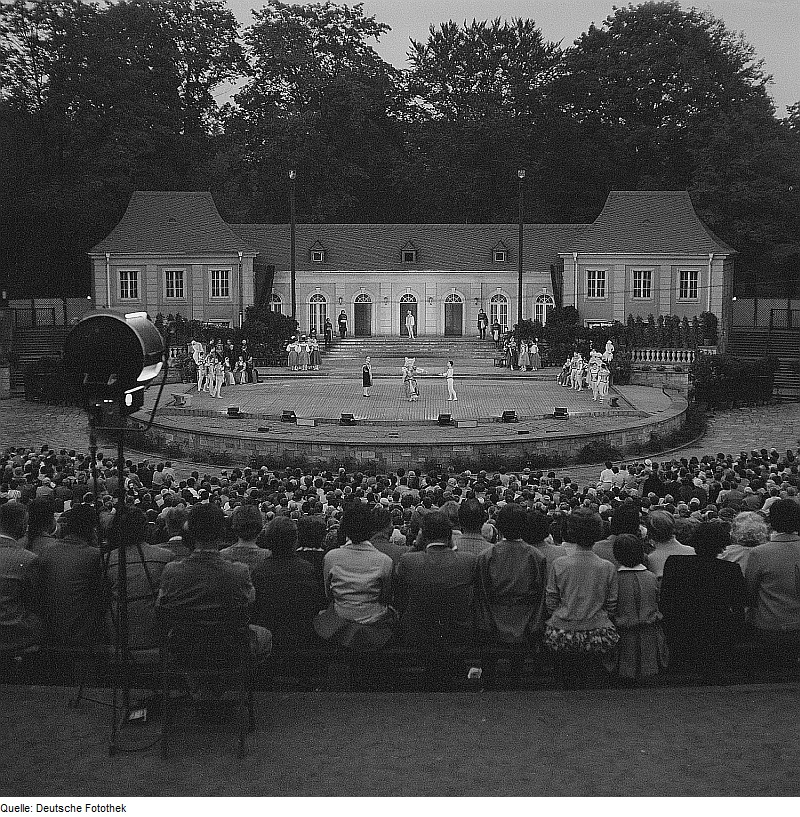
Freilichtbühne 1955

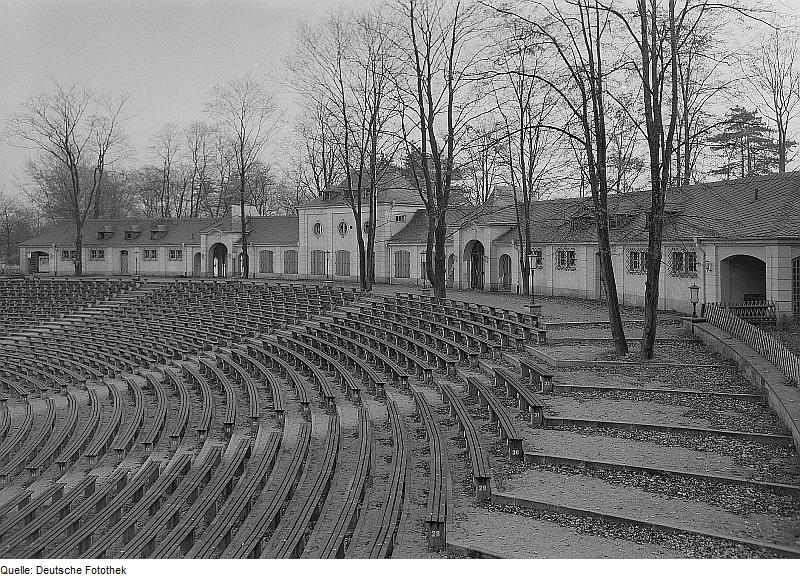
Zuschauerränge 1955

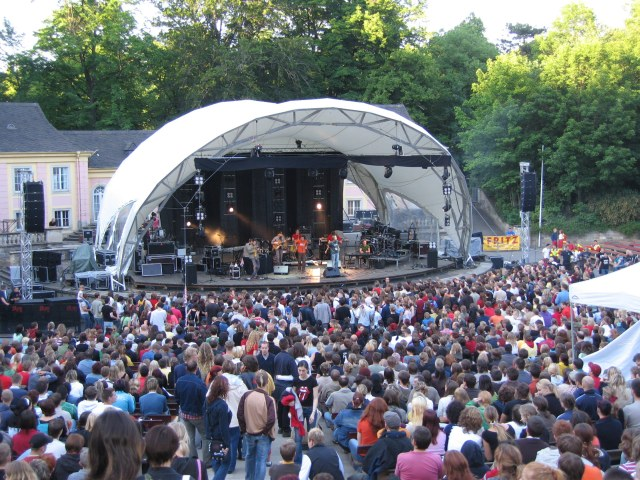
Clueso während eines Konzerts in der „Jungen Garde“ unter dem „Muscheldach“ (2005)

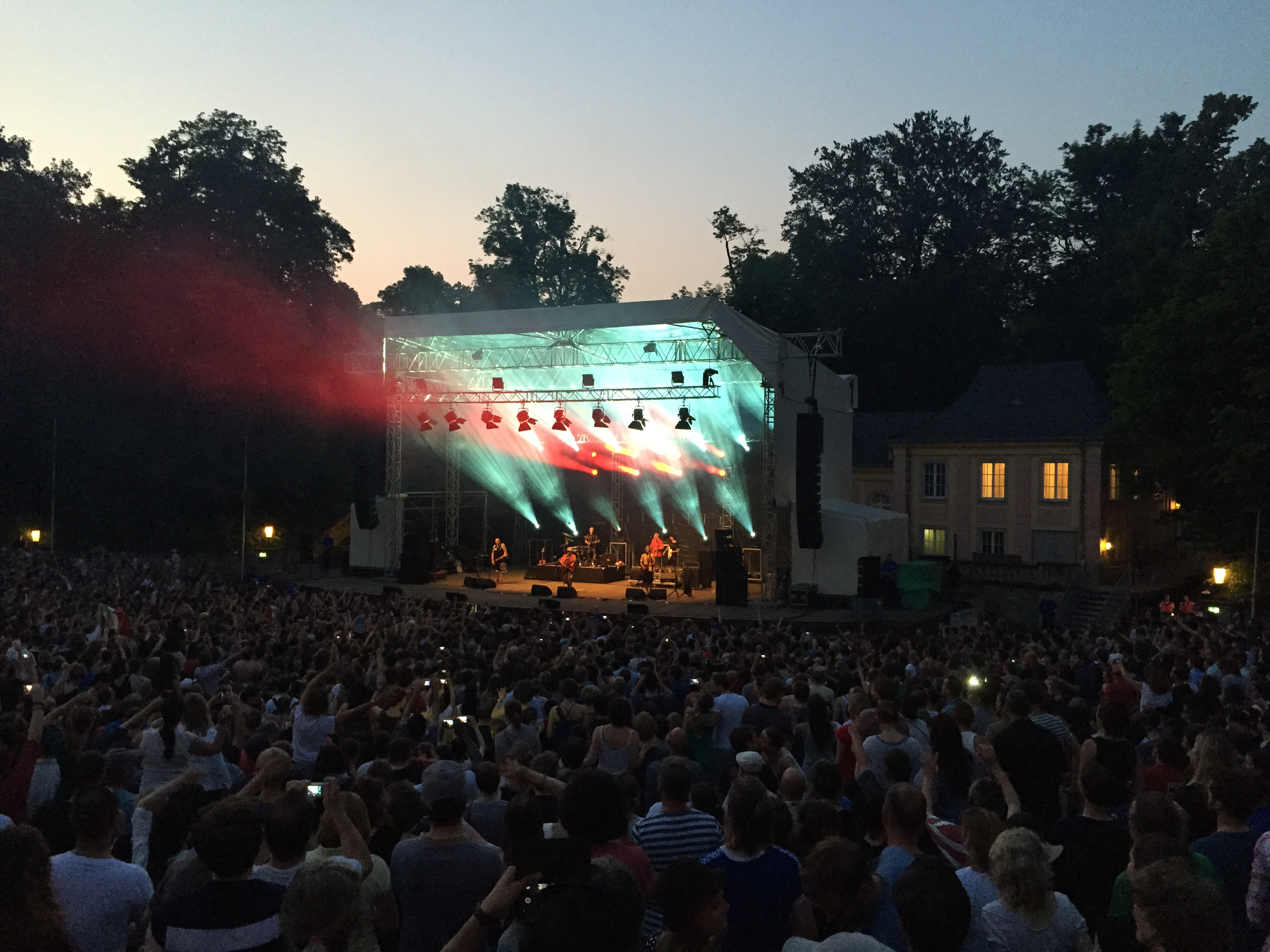
Manu-Chao-Konzert auf der neuen Bühne (2015)

Die Freilichtbühne Großer Garten ist ein Veranstaltungsort im Südosten des Parks Großer Garten in Dresden. Sie wurde in den Jahren 1953 bis 1955 als Freilichttheater „Junge Garde“ auf dem Gelände einer ehemaligen Kiesgrube geschaffen und am 12. August 1955 eröffnet. Sie bietet 4.900 Zuschauern Platz. 
Bis 1989 wurde das Theater vor allem für Unterhaltungs- und Familienprogramme genutzt, in den 1980er-Jahren auch für Rockkonzerte und Filmvorführungen. Nach der Wende hat sich der Veranstaltungsschwerpunkt auf Konzerte der Rock- und Popmusik verschoben.

## Veranstaltungsort
Eine ehemalige Kiesgrube östlich des Carolasees wurde genutzt, um die ovale Freianlage nach einer Ideenskizze von Herbert Schneider zu schaffen. Mit einer nahezu halbrunden Kreisaufteilung und den sanft ansteigenden Zuschauerreihen erinnert die Anlage an antike Theater. Die Traversen sind mit einem Höhenunterschied von sechs Metern in Form einer parabolischen Kurve angeordnet. Somit ist gute Sicht bis zur letzten der 35 Sitzplatztraversen gegeben.
Das Bühnenhaus hat eine längliche, leicht nach außen gebogene Form. Zwischen den zweistöckigen Flügelrisaliten befindet sind ein einstöckiger Verbindungsgang mit Rundbogenfenstern. Es erinnert in Art und Aufbau an ein kleines sächsisches Sommerschloss. Auch das Gebäude am gegenüberliegenden Rand der Anlage nimmt diese Gestaltung auf. Es dient dem Einlass und der Pausenversorgung und beherbergt Büros und sanitäre Einrichtungen. Krista Grunicke, die Architektin des „Sonnenhäusels“, äußerte 1957 in der Zeitschrift Deutsche Architektur, dass „die Formensprache der Kavaliershäuschen im Großen Garten [mit ihrer] heitere[n] barocke[n] Note“ den Architekten  als „gerade für ein Freilicht-Theater besonders geeignet“ erschienen sei.
So wurde eine Vielzahl regionaler, traditioneller Architekturelemente, wie Balustradenmauern, Dachgauben und Gesimse, in die Bauten aufgenommen. Geschwungene Schieferdächer adaptieren den Stil der Chinoiserie und erinnern an das Schloss Pillnitz. Auch die farblich betonten Spiegelfelder unter den mit Sprossen gegliederten Fenstern sind in Dresden bekannte Fassadendetails und die Rundfenster im Eingangsbau wurden bereits 1925 von Heinrich Tessenow in der Sächsischen Landesschule verwendet. Das Dach wurde mit Schiefer gedeckt, Fenster und Türen wurden mit profilierten Teilen aus Cottaer Sandstein gefasst. Mit der in Ocker und Altrosa zweifarbig abgesetzten Fassaden kommen die von Vinzenz Wanitschke und Johannes Peschel gestalteten schmückenden Sandsteinreliefs der Schlusssteine über den Türgewändern gut zur Geltung. Sie zeigen spielende Kinder, im Inneren hingegen einen lachenden und einen weinenden Narr. 
Der Wunsch der Stadt Dresden war eine Zuschauerkapazität von 10.000 Besuchern. Das war auf dem vorhandenen Platz aber nicht möglich. Das Areal war bei der letzten großen Erweiterung des Großen Gartens 1875 hinzugekommen.

Das Projekt wurde durch die Architekten Kurt Röthig, Hans Konrad und Lothar Thiel ausgeführt. Eine Plakette am Eingang erinnert an zahlreiche gemeinnützig und unentgeltlich geleistete Arbeitsstunden: 

„Auf Vorschlag und mit tatkräftiger Unterstützung der Freien Deutschen Jugend unserer Stadt wurde im Nationalen Aufbauwerk das Freilichttheater Junge Garde im Jahre 1955 erbaut“

Der Name Junge Garde sollte insbesondere das Kollektivgefühl einer „enthusiastisch nach einer revolutionär neuen Gesellschaftsordnung strebenden jungen deutschen Nachkriegsgeneration“ stärken. Es geht auf den Refrain des Arbeiterliedes Dem Morgenrot entgegen (Wir sind die junge Garde des Proletariats) von Heinrich Eildermann zurück, der diesen Text 1907 verfasst hatte. Einerseits lebte Eildermann nach 1945 bis zu seinem Tod 1955 in Dresden und war Lehrbeauftragter an der Technischen Universität Dresden, andererseits wurde dieses Lied in der DDR bei ausgesprochen vielen Anlässen gesungen und war bis zur Wende nahezu jedem bekannt.

## Veranstaltungen
Nach dem Krieg fehlte es der zerstörten Stadt an Versammlungs- und Konzertsälen. Mit dem „Freilicht-Theater“ sollte daher ein Beitrag zur Förderung der Kulturarbeit geleistet werden, um dem „schaffenden Menschen“ eine Möglichkeit zur Teilhabe am kulturellen Leben zu geben. Daher durfte nicht nur die Architektur volkstümlich anmuten. Volkstümlich war auch das Programm, so wurden vor allem Unterhaltungs- und Familienprogramme aufgeführt. Neben Veranstaltungen, die in engem Zusammenhang mit Aktivitäten der Stadt standen, z. B. die Maidemonstrationen, fanden hier Theater- und Konzertaufführungen, in den 1980er Jahren auch Rockkonzerte und Filmaufführungen statt, für die eine 60 mm Filmanlage installiert wurde.
Nach der Wende hat sich der Veranstaltungsschwerpunkt unter der Obhut des Staatsbetriebes Staatliche Schlösser, Burgen und Gärten Sachsen auf Konzerte der Rock- und Popmusik verschoben. Dennoch finden auch klassische Konzerte und im Rahmen des Dixieland-Festivals auch Jazz-Konzerte statt. 
Seit Anfang des Jahres 2009 nimmt sich der Veranstalter Bernd Aust KulturManagement GmbH der Bühne an. Zielsetzung war, die „alte Garde“ bei zehn bis fünfzehn Konzerten im Jahr wieder profitabel zu machen. Dazu wurde noch im gleichen Jahr die Ostrock-Nacht vom Theaterplatz in die Garde verlegt, auch das MIA.-Konzert wurde wie das Festival The Rock von der Festung Königstein in die Garde geholt. Viele verschiedene populäre Stilrichtungen werden jetzt bedient – von Hardrock und Metal, über Schlager und Ostrock bis hin zu Country-Punk. So gaben sich 2009 neben den oben genannten Marilyn Manson, Nick Cave and the Bad Seeds, Subway to Sally, Tanzwut, Dieter Thomas Kuhn und The BossHoss das Mikrofon in die Hand.
In diesem Zusammenhang erfolgten zwischenzeitlich notwendig gewordene Sanierungen, zudem fanden im Jahr 2011 Umbauten an der Bühne statt. Das „Muscheldach“ wich dabei einer robusten Bühnendachkonstruktion, die mehr Technik aufnehmen kann und eine bessere Sicht bietet.

## Denkmalpflege
Die Junge Garde steht als Teil einer Sachgesamtheit vor allem wegen seiner bau- und kulturhistorischen Bedeutung unter Denkmalschutz. Sie ist Zeugnis einer abgeschlossenen Epoche. Als eine der ersten Spielstätten in Dresden war das Freilicht-Theater ein wichtiger Bezugspunkt für die Belebung des Kulturschaffens in den ersten Nachkriegsjahren. In der Architektur des Ensembles ist der in den Anfangsjahren der DDR propagierten Baustil nach nationalen Bautraditionen gut erkennbar. Als Teil des Aufbauwerkes war ihre Errichtung nicht nur von lokaler, sondern auch von nationaler Bedeutung. Mit Herbert Schneider, der bereits Entwürfe zur Altmarktbebauung beigesteuert hatte, war einer der bedeutendsten Architekten der Zeit an der Planung beteiligt.